# Aston Martin DB5
Aston Martin DB5 je sportovní model na pomezí třídy vozů GT britské značky Aston Martin. Vůz se vyráběl od roku 1963 do roku 1965. V současnosti patří mezi nejslavnější modely své značky díky četnému účinkování ve filmech s Jamesem Bondem.
Model DB5 byl v podstatě pouhou evolucí předchozího typu DB4, především výkonnějšího provedení s názvem DB4 GT. Největší změnou bylo použití většího šestiválcového motoru o objemu 3 995 cm3 s třemi karburátory SU, případně Weber ve výkonnější verzi Vantage (ve výrobě od 1964). Převodovka byla pětistupňová manuální ZF, zpočátku však byla možnost také čtyřstupňové manuální převodovky vlastní konstrukce z DB4. Pro malý zájem byla ovšem brzy vypuštěna z nabídky.
Rozšíření výbavy o sklopná sedadla, elektrické stahování oken, hasicí přístroj, čtyři tlumiče na výfuku a další položky výbavy zpříjemňující pobyt pasažérů na delších cestách se pohotovostní hmotnost zvýšila o 113 kg oproti výchozímu DB4, což do značné míry ubíralo vozu na sportovních ambicích. Další důležitou změnou oproti předchůdci bylo použití kotoučových brzd oproti bubnovým na všech kolech.
Písmena DB v názvu modelu odkazují na stejnojmennou řadu sportovních automobilů Aston Martin, která vznikala po převzetí firmy podnikatelem Davidem Brownem v roce 1946 a představují tak iniciály nového vlastníka společnosti.Verze coupé při uvedení na britský trh stála více než 4 000 liber. Za stejné peníze si bylo možné pořídit pěkný pozemek v sídle burzovních makléřů ve čtvrti Surrey, cena konkurenčního vozu Jaguar E-Type dosahovala pouze poloviční hodnoty.

## Přehled verzí
Většina z 1059 vyrobených kusů DB5 byla ve verzi Coupé. Další nabízené varianty byly:
- DB5 Convertible – otevřená dvoumístná karoserie, vyrobeno 123 ks
- DB5 Vantage – Coupé se silnějším motorem, vyrobeno 65 ks
- DB5 Shooting Brake – nákladná úprava na dvoudveřové kombi break, kterou prováděla karosárna Harold Radford, vyrobeno 12 ks
- DB5 Volante – otevřená verze se zkrácenou karoserií, první Aston Martin s označením Volante, vyrobeno 37 ks

## Technické údaje
| Model                      | DB5              | DB5 Vantage      |
| Uspořádání válců           | 6 v řadě         | 6 v řadě         |
| Druh motoru                | benzínový        | benzínový        |
| Objem (cm³)                | 3.995            | 3.995            |
| Vrtání × zdvih (mm)        | 96 × 92          | 96 × 92          |
| Kompresní poměr            | 8,8:1            | 8,8:1            |
| Příprava paliva            | 3x SU HD8        | 3x Weber         |
| Výkon (kW)                 | 210 při 5500 ot. | 242 při 5500 ot. |
| Kroutící moment (Nm)       | 390 při 3850 ot. | 390 při 3850 ot. |
| Nejvyšší rychlost          | 229 km/h         | -                |
| Zrychlení 0–100 km/h       | 8,1 s            | -                |
| Pohotovostní hmotnost (kg) | 1465             | 1465             |

## Výskyt ve filmech
Poprvé James Bond řídil Aston Martin DB5 ve filmu Goldfinger z roku 1964, kde titulní roli ztvárnil Sean Connery. Soudobá DB5 byla použita na místo DB Mark III, kterou Bondovi v roce 1959 přisoudil autor knižní předlohy Ian Flemming. Auto s poznávací značkou BMT 216A bylo vybavené například kulomety, neprůstřelnými skly nebo vystřelovacím sedadlem spolujzdce. Pro natáčení byl použit jeden upravený tovární prototyp a jeden stejně upravený sériový vůz. Obě auta pak sloužila i při natáčení následujícího filmu z roku 1965 s názvem Thunderball. Jde o ukázkový příklad product placementu, který v 60. letech nebyl zdaleka tak běžný jako dnes.
Znovu se DB5 objevila v sérii o Jamesi Bondovi ve filmu Zlaté oko (Goldeneye) z roku 1995. Ve scéně následující po úvodní sekvenci ho řídí James Bond (hraje Pierce Brosnan) v honičce s Ferrari F355 GTS, které řídí Xenia Onatopp (hraje Famke Janssen). Pro natáčení byly použity celkem tři různé vozy, vůz je označen poznávací značkou BMT 214A.
DB5 se stejnou poznávací značkou se vyskytla také v následujícím filmu Zítřek nikdy neumírá (Tomorrow Never Dies) z roku 1997 a původně také v Jeden svět nestačí (The World Is Not Enough) z roku 1999, nicméně příslušná scéna byla nakonec vystřižena.
DB5 se také objevila ve filmu Casino Royale z roku 2006, kde ho James Bond (hraje Daniel Craig) vyhraje v pokeru, naposled se objevila v bondovce Skyfall (2012).
Mezi další filmy, kde se objevila DB5 patří:
- Tajný závod (The Cannonball Run, 1981) – jedná se o stejný vůz, který byl ve filmech Goldfinger a Thunderball
- Chyť mě, když to dokážeš (Catch Me If You Can, 2002)
- Charlieho andílci: Na plný pecky (Charlie's Angels: Full Throttle, 2003)
- Agenti nula nula (Double zéro, 2004)